# Teodor Shanin
Teodor Shanin OBE (Vílnius, 30 d'octubre de 1930 - Moscou, 4 de febrer de 2020) fou un sociòleg britànic que va ser durant molts anys professor de sociologia a la Universitat de Manchester. Se li acredita que va ser pioner en l'estudi de la pagesia russa a Occident, i és conegut més pel seu primer llibre, The Awkward Class, Political Sociology of Peasantry in a Developing Society, Rússia, 1910-25 (Clarendon Press, 1972). Després de l'esfondrament de la Unió Soviètica, Shanin es va traslladar a Rússia on, amb el finançament de l'Open Society Institute, Ford Foundation i altres, va fundar el 1995 l'Escola de Ciències Socials i Econòmiques de Moscou [2]. Shanin era president de l'Escola de Moscou, professor emèrit de la Universitat de Manchester i membre honorari de l'Acadèmia Russa de Ciències Agrícoles.
Els seus principals interessos en investigació eren el marxisme, els estudis pagesos, la sociologia històrica, la sociologia del coneixement, les economies informals, l'epistemologia i l'educació superior.
El 2002 va ser guardonat amb l'Ordre de l'Imperi Britànic (OBE) pel servei a l'educació a Rússia.

## Biografia
Teodor Shanin va néixer a Vílnius el 1930. Es va exiliar a Sibèria el 1941 i després de ser alliberat per una amnistia va viure a Samarcanda, Lodze i París. A principis de 1948, va marxar cap a Palestina per participar en la Guerra d'Independència d'Israel. El 1952 es va graduar a la Jerusalem University College of Social Work, duent a terme una carrera professional en treball social. Es va graduar a la Universitat Hebrea de Jerusalem el 1962 i va completar el seu doctorat en sociologia el 1970 a la Universitat de Birmingham (on la seva tesi va ser "Mobilitat cíclica i consciència política dels camperols russos 1910-1925"). Va esdevenir professor a la Universitat de Sheffield i el 1974 va ser nomenat professor de sociologia a la Universitat de Manchester. Fou membre honorari de l'Acadèmia Russa de Ciències Agrícoles, rector de l'Escola de Ciències Socials i Econòmiques de Moscou, professor del St. Antony's College d'Oxford i professor visitant de la Universitat d'Arn Arbor Columbia (EUA).
El professor Shanin va ser un dels creadors del estudis pagesos contemporanis. Va entrar en profunditat en aquesta àrea amb els seus llibres "The Awkward Class" i “Peasants and Peasant Societies”, que va ser reimprès en diverses ocasions i en molts idiomes. Durant un temps va ser un llibre de text bàsic delimitant el tema. Shanin va ser un dels membres de la redacció de la revista Journal of Peasant Studies. Els seus altres treballs i ensenyaments van tractar de sociologia històrica, economia social, epistemologia, estudis interdisciplinaris, ciències polítiques i història rural. Va dedicar una atenció especial a la conceptualització i anàlisi de les anomenades “societats en desenvolupament”. Va fer treball de camp a Iran, Mèxic, Tanzània i Rússia. Els mètodes de Shanin van posar èmfasi en temes especialment interdisciplinaris i en punts de trobada de la sociologia amb història, economia, filosofia i ciències polítiques. Es descrivia professionalment com a sociòleg històric.
Bona part de la labor de recerca de Shanin es va efectuar a Rússia i va donar suport a la renovació dels estudis rurals de Rússia de la segona meitat del segle xx. Va ser també a Rússia on la seva investigació es va implicar activament en l'organització de l'àmbit educatiu. Això va començar en els primers dies de la "perestroika" quan, juntament amb l'acadèmica Tatyana Zaslavskaya, va crear escoles per a la formació dels joves sociòlegs soviètics. El punt àlgid d'aquests esforços es concretà en la creació, el 1995, d'una universitat de postgrau anglo-russa: l'Escola de Moscou per a les Ciències Socials i Econòmiques, en la qual va ser el primer rector. També va contribuir a la creació de l'InterCentre, una unitat de recerca multidisciplinària de l'Escola de Moscou per a les Ciències Socials i Econòmiques. La seva visió i el seu treball analític es van dedicar a superar les simplificacions excessives de les teories del "progrés". Les seves obres reflecteixen els impactes dels estudiosos que Shanin considera els seus professors: Marc Bloch, Aleksandr Txaiànov, Charles Wright Mills i Paul Baran. En les seves investigacions posteriors, va plantejar el concepte d'economies expolars: tipus d'economia informal que desafia l'economia neoclàssica i la seva relació amb les polítiques estatals.
Bona part de la labor de recerca de Shanin es va efectuar a Rússia i va donar suport a la renovació dels estudis rurals de Rússia de la segona meitat del segle xx. Va ser també a Rússia on la seva investigació es va implicar activament en l'organització de l'àmbit educatiu. Això va començar en els primers dies de la "perestroika" quan, juntament amb l'acadèmica Tatyana Zaslavskaya, va crear escoles per a la formació dels joves sociòlegs soviètics. El punt àlgid d'aquests esforços es concretà en la creació, el 1995, d'una universitat de postgrau anglo-russa: l'Escola de Moscou per a les Ciències Socials i Econòmiques, en la qual va ser el primer rector. També va contribuir a la creació de l'InterCentre, una unitat de recerca multidisciplinària de l'Escola de Moscou per a les Ciències Socials i Econòmiques. La seva visió i el seu treball analític es van dedicar a superar les simplificacions excessives de les teories del "progrés". Les seves obres reflecteixen els impactes dels estudiosos que Shanin considera els seus professors: Marc Bloch, Aleksandr Txaiànov, Charles Wright Mills i Paul Baran. En les seves investigacions posteriors, va plantejar el concepte d'economies expolars: tipus d'economia informal que desafia l'economia neoclàssica i la seva relació amb les polítiques estatals.

## Obres
- Alavi, Hamza & Shanin, Teodor (2003) Introduction to the Sociology of "Developing Societies", Monthly Review Press
- "Defining Peasants: Essays Concerning Rural Societies: Expolary economies and Learning from Them” Blackwell Publishing, 1990;
- “Revolution as a Moment of Truth: 1905-1907→1917-1922” Yale University Press, 1986;
- “Russia as a Developing Society: Roots of Otherness, Russia's Turn of Century” Macmillan, 1985;
- Late Marx and the Russian Road: Marx and the Peripheries of Capitalism", Routledge, GB. Monthly Review US, 1983;
- “The Rules of the Game: Models in Contemporary Scholarly Thought” (ed.) Tavistoc Publications, 1972;
- Shanin, Teodor. (1972). The Awkward Class: Political Sociology of Peasantry in a Developing Society, Russia 1910-1925. Oxford: The Clarendon Press.
- ‘Peasants and Peasant Societies' (ed.) Penguin Books, 1971;